# Břežanka
Die Břežanka (deutsch Haltergraben) ist ein linker Nebenfluss der Jevišovka (Jaispitzer Bach) in Tschechien.

## Verlauf
Die Břežanka entspringt nordwestlich von Mackovice (Moskowitz) in der Flur U Křižovatky (Lange Haiden). Ihre Quelle befindet sich am Fuße der Miroslavská hrásť (Mißlitzer Horst) zwischen den Hügeln Na Kašenci (Beim Nussbaum, 254 m.n.m.), Dvorská (Hofberg, 270 m.n.m.) und Kamenec (Alaunberg, 253 m.n.m.). Ihr von Büschen gesäumter Oberlauf führt mit südöstlicher Richtung in einer flachen Senke durch landwirtschaftlich genutzte Flächen zum Teich Na Husáku und durch Mackovice.
Auf seinem Mittellauf erreicht der Bach die Thaya-Schwarza-Senke und fließt durch ein Waldgebiet, in dem er die Teiche Na lukách und U Dvora bzw. Břežanský rybník speist. Nachfolgend durchfließt die Břežanka das Dorf Břežany.
Der Unterlauf der Břežanka führt durch Pravice, von dort an folgt die Bahnstrecke Hevlín–Brno dem Bach. Nach elfeinhalb Kilometern mündet die Břežanka bei der Eisenbahnbrücke gegenüber von Nový Dvůr in die Jevišovka. Der Bach hat ein Einzugsgebiet von 38,52 km².

## Zuflüsse
- Čejkovický potok (r), unterhalb Mackovice
- Libický potok (l), in Břežany